# Jaume Pahissa
Jaume Pahlissa (Barcelona, 1880 — Buenos Aires, 1969) foi um compositor espanhol. Produziu óperas, poemas sinfónicos, obras orquestrais, de piano e de canto. Escreveu uma biografia sobre Manuel de Falla.